# Municipio Lagunillas (Santa Cruz)
Das Municipio Lagunillas ist ein Verwaltungsbezirk im Departamento Santa Cruz im südamerikanischen Anden-Staat Bolivien.

## Lage im Nahraum
Das Municipio Lagunillas ist eines von sieben Municipios der Provinz Cordillera und umfasst deren westlichen Bereich. Es grenzt im Westen an das Departamento Chuquisaca, im Südosten an das Municipio Municipio Camiri und im Osten und Norden an das Municipio Gutiérrez.
Das Municipio erstreckt sich zwischen etwa 19° 19' und 20° 15' südlicher Breite und 63° 28' und 63° 45' westlicher Länge, seine Ausdehnung von Westen nach Osten beträgt bis zu 30 Kilometer, von Norden nach Süden bis zu 110 Kilometer.
Das Municipio umfasst 40 Gemeinden (localidades), der zentrale Ort des Municipios ist die Ortschaft Lagunillas mit 1002 Einwohnern (Volkszählung 2012) am Westrand des Municipios.

## Geographie
Das Municipio Lagunillas liegt am Westrand des bolivianischen Tieflands zwischen den Vorgebirgsketten der südöstlichen Cordillera Central. Das Klima ist subtropisch semihumid, die Temperaturen schwanken im Tagesverlauf und im Jahresverlauf nur begrenzt.
Die Jahresdurchschnittstemperatur beträgt 23 °C, mit monatlichen Durchschnittstemperaturen zwischen 17 und 18 °C von Juni bis Juli und über 26 °C von November bis Dezember (siehe Klimadiagramm Camiri). Der Jahresniederschlag beträgt knapp 900 mm, der Trockenzeit von Mai bis Oktober steht eine ausgeprägte Feuchtezeit von November bis April gegenüber, in der die durchschnittlichen Monatswerte 175 mm erreichen.

## Bevölkerung
Die Einwohnerzahl des Municipios ist zwischen 1992 und 2024 um etwa 40 Prozent angestiegen:
| Jahr | Einwohner | Quelle       |
| ---- | --------- | ------------ |
| 1992 | 4250      | Volkszählung |
| 2001 | 5283      | Volkszählung |
| 2012 | 5366      | Volkszählung |
| 2024 | 5910      | Volkszählung |

Die Bevölkerungsdichte bei der letzten Volkszählung von 2012 betrug 5,1 Einwohner/km², der Alphabetisierungsgrad bei den über 15-Jährigen war von 73,4 Prozent (1992) auf 79,9 Prozent angestiegen. Die Lebenserwartung der Neugeborenen betrug 59,9 Jahre, die Säuglingssterblichkeit war von 7,3 Prozent (1992) auf 8,0 Prozent im Jahr 2001 leicht angestiegen.
88,6 Prozent der Bevölkerung sprechen Spanisch, 52,8 Prozent sprechen Guaraní, 2,2 Prozent sprechen Quechua und 0,2 Prozent Aymara. (2001)
79,3 Prozent der Bevölkerung haben keinen Zugang zu Elektrizität, 58,9 Prozent leben ohne sanitäre Einrichtung (2001).
63,7 Prozent der 1.000 Haushalte besitzen ein Radio, 18,0 Prozent einen Fernseher, 21,5 Prozent ein Fahrrad, 1,8 Prozent ein Motorrad, 10,0 Prozent ein Auto, 8,5 Prozent einen Kühlschrank, und 0 Prozent ein Telefon. (2001)

## Politik
Ergebnis der Regionalwahlen (concejales del municipio) vom 4. April 2010:
| Wahl- berechtigte |  | Wahl- beteiligung | gültige Stimmen |  | MAS-IPSP | VERDES | MSM    | ARAYEKOU | UCS   |
| ----------------- |  | ----------------- | --------------- |  | -------- | ------ | ------ | -------- | ----- |
| 2.230             |  | 2.015             | 1.786           |  | 579      | 418    | 355    | 330      | 104   |
|                   |  | 90,4 %            | 88,6 %          |  | 32,4 %   | 23,4 % | 19,9 % | 18,5 %   | 5,8 % |

Ergebnis der Regionalwahlen (elecciones de autoridades políticas) vom 7. März 2021:
| Wahl- berechtigte |  | Wahl- beteiligung | gültige Stimmen |  | MAS-IPSP | CREEMOS | ASIP   | SOL    | UNIDOS | MNR    |
| ----------------- |  | ----------------- | --------------- |  | -------- | ------- | ------ | ------ | ------ | ------ |
| 3.879             |  | 3.383             | 2.957           |  | 1.477    | 1.045   | 191    | 164    | 55     | 25     |
|                   |  | 87,21 %           | 87,41 %         |  | 49,95 %  | 35,34 % | 6,46 % | 5,55 % | 1,86 % | 0,85 % |

## Gliederung
Das Municipio Lagunillas besteht aus den folgenden zwei Kantonen (cantones):
- Cantón Lagunillas – 11 Vicecantones – 20 Gemeinden – 2.934 Einwohner (2001)
- Cantón Aquio (Ipatí) – 10 Vicecantones – 20 Gemeinden – 2.349 Einwohner (zentraler Ort: Ipatí)